# Салвадор Аљенде
Салвадор Гиљермо Аљенде Госенс (шп. Salvador Guillermo Allende Gossens), познатији као Салвадор Аљенде, Валпараисо, 26. јун 1908 — Сантијаго де Чиле, 11. септембар 1973) био је чилеански политичар и државник, по професији лекар психијатар. Изабран је на слободним изборима као први марксиста у западној хемисфери.
Извршио је самоубиство 1973. током државног удара генерала Аугуста Пиночеа.

## Политичка каријера
Политичка каријера Салвадора Аљендеа је трајала дуже од 40 година, још као студент на медицинском факултету био је хапшен због својих радикалних политичких ставова. Његову политичку каријеру можемо поделити на два периода, период од 1933. до 1970. године, и период од 1970. када је постао председник, до његовог свргавања са власти војним пучем 1973. године.

### Период од 1933. до 1970.
Социјалистичку партију оснива 1933. године и постаје њен лидер. У почецима политичке каријере помагао је владу Народног фронта и био у њој министар здравља од 1938. до 1941, од 1945. године постаје сенатор, затим бива изабран за потпредседника, а после и за председника сената. Као кандидат левице и вођа Фронта народне акције безуспешно учествује на изборима 1952, 1958. и 1964. године.

### Период од 1970. до 1973.
Као кандидат левице, Покрета народног јединства који су основали социјалисти, комунисти, радикали и демохришћански дисиденти, септембра 1970. побеђује на изборима са 36,3% гласова, на дужност ступа 3. новембра 1970. године и тиме постаје 29. председник Чилеа. Остваривао је програм независности, развоја и усмереност земље ка социјализму кроз процес постепених и демократских друштвених промена.
Аљенде је био први марксистички политичар изабран за председника једне државе на изборима. Својом политиком аграрне реформе, национализације рудних богатстава и праведне расподеле богатства, опасно је угрозио интересе крупне буржоазије и страних, посебно америчких компанија.
Извршио је самоубиство за време војног пуча у Чилеу 11. септембра 1973. године. Добитник је Лењинове награде за мир 1973. године.

## Војни удар у Чилеу 1973. година
Године 1973, у нади да ће се одупрети највећој економској катастрофи у историји Чилеа, Аљенде и његова влада покушали су да се извуку из стагнације, али је резултат била хиперинфлација, што је изазвало велико незадовољство народа. У таквим условима председник Аљенде, верујући да је лојалан официр, прогласио је Пиночеа командантом армије. Међутим, Пиноче је (11. септембра), исте године, извео државни удар, уз војну помоћ САД од (10,9 милиона долара).
Истога дана, приликом одбране председничке палате, Салвадор Аљенде извршава самоубиство, а 72 његова најближа сарадника су заробљени и стрељани. Затим је формирана војна хунта, односно влада састављена од одабраних људи који су командовали вођењем државног удара, са Августом Пиночеом на челу. Хунта је прогласила ванредно стање и распустила парламент до даљег. Пиноче је, да би уништио марксистичку прошлост Чилеа, одмах основао нову тајну полицију под именом Управа националне обавештајне службе или ДИНА, која се убрзо инфилтрирала у све поре чилеанског друштва са задатком да похвата све Аљендеове присталице и противнике режима. ДИНА је такође формирала тајне логоре у којима је зверски мучила и убијала затворенике. У првим месецима Пиночеове власти затвори и логори су толико били пуни да су се у ту сврху користили и спортски стадиони, бродови и војни комплекси. Сматра се да је по њиховим налозима ухапшено 130.000 Чилеанаца и страних држављана, од којих су многи мучени и убијени.
Године 1976. на власт у САД дошао је Џими Картер који је оптуживао Пиночеа за злодела у Чилеу, као и за убиство Орланда Летелијера који је био чилеански амбасадор у САД, министар одбране у влади Салвадора Аљендеа, а касније борац за рестаурацију демократије у Чилеу, што је довело до захлађења односа између САД и Чилеа. Током 1977. године Комисија за људска права УН први пут је осудила Пиночеов режим за кршење људских права. Пиноче се није обазирао већ је донео закон о амнестији чиме је заштитио све официре који су кршили људска права. Такође је наредио да се прикрију докази о кршењу људских права у Чилеу. Више стотина лешева било је ексхумирано и бачено у Тихи океан.

## Односи Југославије и Чилеа
Југославија је одувек имала традиционално добре односе са Републиком Чиле, који су се продубили доласком Салвдора Аљендеа на место председника Чилеа. Салвадор Аљенде је био велики пријатељ Југославије и председника Тита, а Чиле је био члан Покрета Несврстаних чије Југославија управо била оснивач. У том периоду сарадња две земље је на врхунцу, како на економском, политичком тако и на трговинском плану.
Међутим 1973. године у Чилеу се дешава војни пуч, генерал Аугусто Пиноче потпомогнут Америком руши легално изабраног председника Салвадора Аљендеа. Југославија није признала насилно успостављену Владу Војне Хунте на челу са Пиночеом, и прекида дипломатске односе са Чилеом. Односи две земље су били сведени на конзуларни ниво.
У спомен на Салвадора Аљендеа широм бивше Југославије градови дају имена улица по њему, у Србији имена улица четири града, укључујући и главни град Београд, носе његово име, а то су поред Београда још Ниш, Сомбор и Прешево.

## Полемике око смрти Салвадора Аљендеа
Посмртни остаци Салвадора Аљендеа ископани су у мају 2011. године у оквиру истраге покренуте 27. јануара исте године са циљем да се утврди истина о томе да ли је убијен или је извршио самоубиство. Аљенде, који је изабран за председника Чилеа 1970. године, пронађен је мртав са раном од метка у председничкој палати Монеда после државног удара генерала Аугуста Пиночеа 11. септембра 1973. године.
Оружје из кога је метак испаљен није пронађено, а мртвог Аљендеа његова супруга и ћерке никада нису виделе. Аљендеово тело је на брзину сахрањено у гробници његовог рођака 1973. године, а уз државне почасти поново је сахрањен 1990. по окончању владавине војне хунте Аугуста Пиночеа.
Салвадор Аљенде сахрањен је коначно по трећи пут у кругу породице у Сантијагу, након што су резултати званичне аутопсије показали да је он извршио самоубиство током војног пуча 1973. године. И поред званичне аутопсије која је утврдила да је у питању самоубиство, неки и даље сматрају, попут Фидела Кастра да је у питању убиство, то јест да је убијен приликом рвања са убицом.